# Деніел Ларія
Деніел Нії Аї Ларія (англ. Daniel Nii Ayi Laryea, нар. 11 вересня 1987) — ганський футбольний арбітр. Арбітр ФІФА з 2014 року.

## Кар'єра
Працював на таких міжнародних змаганнях :
- Юнацький кубок африканських націй 2017 (1 матч)
- Чемпіонат африканських націй 2018 (1 матч)
- Кубок африканських націй 2021